# Révolution pour la prospérité
Révolution pour la prospérité (en anglais : Revolution for Prosperity, abrégé RFP ; en sotho du sud : Thalaboliba ea Ntlafatso) est un parti politique du Lesotho dirigé par l'homme d'affaires millionaire Sam Matekane,,,.

## Histoire
Fondé en mars 2022 par Sam Matekane, un homme d'affaires ayant fait fortune dans l'industrie du diamant, le RFP fait campagne sur le thème de la lutte contre la corruption et le népotisme afin de développer l'économie, des positions qui le font qualifier de « populiste » par les médias,,.
Selon les résultats des élections législatives de 2022 au Lesotho, le parti reçoit une majorité de sièges à l'Assemblée nationale du pays,. En amont des élections, le parti est donné favorable dans les sondages. Le 11 octobre, le chef du parti Sam Matekane annonce la conclusion d'un accord de coalition entre Révolution pour la prospérité, l'Alliance des démocrates et le Mouvement pour un changement économique, permettant à Matekane d'accéder au poste de Premier ministre.

## Résultats électoraux

### Élections législatives
| Année | Voix    | %     | Sièges   | Rang |
| ----- | ------- | ----- | -------- | ---- |
| 2022  | 201 478 | 38,89 | 57 / 120 | 1er  |